# John C. Giles
John C. Giles (* 1959 in Mesa) ist ein US-amerikanischer Rechtsanwalt, Politiker und Bürgermeister.

## Jugend und Ausbildung
Giles wurde in Mesa, Arizona, geboren. Er machte 1978 seinen Abschluss an der Westwood High School. Er besuchte die Brigham Young University, die er 1984 mit einem Abschluss in Politikwissenschaften verließ. Giles promovierte 1987 am Sandra Day O’Connor College of Law. Danach arbeitete er als Anwalt in der Kanzlei Giles & Dickson. Er war von 1992 bis 1993 Präsident der Anwaltsvereinigung „East Valley Bar Association“.

## Politische Laufbahn
1996 wurde Giles in den Stadtrat von Mesa gewählt. Dieses Amt nahm er bis zum Jahr 2000 wahr; von 1998 bis 2000 war er zudem stellvertretender Bürgermeister von Mesa. Nach dem Rücktritt seines Vorgängers – Bürgermeister Scott Smith – im Jahr 2014 wurde Giles in einer Sonderwahl zum Bürgermeister für eine Amtszeit bis 2017 gewählt. Giles ist eingetragenes Mitglied der Republikaner. 2016 wurde Giles für eine vierjährige Amtszeit wiedergewählt, daran schloss sich eine Wiederwahl im Januar 2021 an. Giles engagierte sich für die Wirtschaftsförderung die Verbesserung des Bildungswesens und die Förderung nachhaltiger städtischer Strukturen. Unter seiner Führung hat die Stadt Mesa über 8 Milliarden Dollar an neuen Investitionen angezogen und zehntausende neue Arbeitsplätze geschaffen.
Giles hat das Mesa College Promise-Programm ins Leben gerufen, das qualifizierten Highschool-Absolventen eine kostenlose Community College-Ausbildung bietet. Er hat auch Maßnahmen zur Überbrückung der digitalen Kluft ergriffen, indem er den Markt für Internetdienstanbieter geöffnet hat, um Glasfaserinternet in jedes Haus und Geschäft in Mesa zu bringen. Er hat einen Klimaschutzplan eingeführt, der unter anderem die Kohlenstoffneutralität und die Nutzung von 100 % erneuerbarer Energie bis 2050 vorsieht. Zudem startete er die Initiative „Trees Are Cool“, die das Pflanzen von einer Million Bäumen in Mesa bis 2050 zum Ziel hat.
Als Bürgermeister unterstützte er den Demokraten Mark Kelly bei den US-Senatswahlen 2022. Hierfür erfuhr er von der Republikanischen Partei von Arizona Kritik und Widerspruch. US-weite und internationale Beachtung fand seine Unterstützung für die Demokratin Kamala Harris bei den US-Präsidentschaftswahlen 2024 gegenüber Donald Trump, dem Kandidaten der Republikaner.

## Privatleben
Giles und seine Frau Dawn haben fünf Kinder und acht Enkelkinder. Giles ist ein Marathonläufer und Triathlet, der zwei Ironman-Wettbewerbe, 20 Marathon-Läufe und vier Boston-Marathons absolviert hat.